# Следствие ведёт Ева Даллас
Серия остросюжетных детективных романов "Следствие ведет Ева Даллас" написана популярной современной американской писательницей Норой Робертс, которая в Америке издается под псевдонимом J.D. Robb (Джей Ди Робб) как серия "In Death" («В Смерти»). Действие истории происходит в Нью-Йорке 2058-2060 гг. Она повествует нам о лейтенанте полиции Еве Даллас из отдела по расследованию убийств, которая в каждой книге распутывает очередное запутанное дело расследуя серии жестоких преступлений. В книгах также регулярно появляются муж Евы, мультимиллиардер Рорк, капитан электронного отдела Райан Фини, помощница, а потом напарница детектив Делия Пибоди, детектив электронного отдела Ян МакНаб, доктора Шарлотта Мира, а также другие не менее колоритные персонажи.
Серия продолжается, и будет продолжаться до тех пор, пока Робертс хочет писать её. Она заявила, что серия никогда не будет содержать детей Евы и Рорка, так как в этом случае серия закончится.

## Книги
1. Обнажённая смерть (Потрясающий мужчина) (англ. Naked In Death) (1995)
2. Триумф смерти (Ореол смерти) (Последняя жертва)(англ. Glory in Death) (1995)
3. Яд бессмертия (англ. Immortal In Death) (1996)
4. Улыбка смерти (Плоть и кровь) (англ. Rapture in Death) (1996)
5. Ритуал смерти (Жертвоприношение) (англ. Ceremony In Death) (1997)
6. Ангел смерти (Наперегонки со смертью) (Возмездие) (англ. Vengeance In Death) (1997)
7. Праздник смерти (Ей снилась смерть) (англ. Holiday In Death) (1998)
8. Ночь смерти (Рассказ) (англ. Midnight in Death) (1998)
9. Заговор смерти (Поцелуй смерти) (Секреты смерти) (англ. Conspiracy in Death)
10. Преданность смерти (Смерть не имеет лица) (англ. Loyalty in Death) (1999)
11. Театр смерти (Свидетельница смерти) (Убийство на «бис») (англ. Witness in Death) (2000)
12. Расплата за смерть (Наказание — смерть) (Суждение смерти) (англ. Judgment in Death) (2000)
13. Серебряная смерть (Смерть по высшему разряду) (Измена смерти) (англ. Betrayal in Death) (2001)
14. Интерлюдия смерти (Рассказ) (англ. Interlude in Death) (2001)
15. Обольщение смерти (Секс как орудие убийства) (Искушение в смерти) (англ. Seduction in Death) (2001)
16. Объятия смерти (англ. Reunion in Death) (2002)
17. Безумие смерти (Приговоренные к безумию) (англ. Purity in Death) (2002)
18. Портрет смерти (Посмертный портрет) (англ. Portrait in Death) (2003)
19. Многоликая смерть (Имитатор) (англ. Imitation in Death) (2003)
20. Бриллиантовая смерть (Прощай, прощай, черный дрозд!) (Рассказ) (англ. Remember when) (2003)
21. Разлученные смертью (Западня для Евы) (Ловушка для Евы) (англ. Divided in Death) (2004)
22. Видение смерти (По образу и подобию) (англ. Visions in Death) (2004)
23. Свидетель смерти (Маленькая частная война) (англ. Survivor in Death) (2005)
24. Рожденные смертью (Я, опять я и еще раз я) (англ. Origin in Death) (2005)
25. Память о смерти (Дорогая мамуля) (англ. Memory in Death) (2006)
26. Призрак смерти (Рассказ) (англ. Haunted in Death) (2006)
27. Ошибка смерти (Кому она рассказала) (англ. Born in Death) (2006)
28. Наивная смерть (англ. Innocent in Death) (2007)
29. Образ смерти (англ. Creation in Death) (2007)
30. Вечность в смерти (Рассказ)  (англ. Eternity in Death) (2007)
31. Бархатная смерть (англ. Strangers in Death) (2008)
32. Очищение смертью (англ. Salvation In Death) (2008)
33. Смертельный ритуал (англ. Ritual in Death) (2008) (Не издано на русском языке)
34. Клятва смерти (англ. Promises in Death) (2009)
35. Дуэт смерти (англ. Kindred in Death) (2009)
36. Затерянные в смерти (Рассказ) (англ. Missing in Death) (2009)
37. Смертельная игра (англ. Fantasy in Death) (2010)
38. Избалованные смертью (англ. Indulgence in Death) (2010)
39. Одержимость смертью (Рассказ) (англ. Possesion in Death) (2010) (Не издано на русском языке)
40. Ласка скорпиона (англ. Treachery in Death) (2011)
41. Просто будь рядом (англ. NewYork to Dallas) (2011)
42. Хаос в смерти (англ. Chaos in Death) (2011) (Рассказ) (Не издано на русском языке)
43. Охота на бабочек (англ. Celebrity in Death) (2012)
44. Обманчивая реальность (англ. Delusion in Death) (2012)
45. Иллюзия (англ. Calculated in Death) (2013)
46. Семья на заказ (англ. Thankless in Death) (2013)
47. Взято смертью (англ. Taken in Death, Mirror, Mirror Anthology) (Рассказ) (2013) (Не издано на русском языке)
48. Сновидения (англ. Concealed in Death) (2014)
49. Имитация (англ. Festive in Death) (2014)
50. Благие намерения (англ. Obsession in Death) (2015)
51. Забирая жизни (англ. Devoted in Death) (2016)
52. Чудо в смерти (англ. Wonderment in Death) (Рассказ) (2016) (Не издано на русском языке)
53. Без срока давности (англ. Brotherhood in Death) (2016)
54. Подмастерье смерти (англ. Apprentice in Death) (2016)
55. Эхо смерти (англ. Echoes in Death) (2017)
56. Secrets in Death (2017) — не переведен
57. Dark in Death (2018) — не переведен
58. Leverage in Death (2018) — не переведен
59. Connections in Death (2019)  — не переведен
60. Vendetta in Death (2019)  — не переведен
61. Golden in Death (2020) — не переведен
62. Shadows in Death (2020) — не переведен
63. Faithess in Death (2021) — не переведен
64. Forgotten in Death (2021) - не переведен